# Communauté de communes Causses et Vallée de la Dordogne
La communauté de communes Causses et Vallée de la Dordogne ou Cauvaldor est une communauté de communes française, située dans le département du Lot et la région Occitanie.

## Historique
Conformément aux prescriptions de la loi de réforme des collectivités territoriales du 16 décembre 2010, qui a prévu le renforcement et la simplification des intercommunalités et la constitution de structures intercommunales de grande taille, la communauté de communes Causses et Vallée de la Dordogne est créée le 1er janvier 2015. Elle regroupe les anciennes communautés de communes des pays du Haut-Quercy-Dordogne, du pays de Martel, du pays de Souillac-Rocamadour, du pays de Gramat, du pays de Padirac et du pays de Saint-Céré.
Une seconde fusion intervient par arrêté préfectoral d'octobre 2016 dans le cadre des dispositions de la loi portant nouvelle organisation territoriale de la République du 7 août 2015, qui prévoit que les établissements publics de coopération intercommunale (EPCI) à fiscalité propre doivent avoir un minimum de 15 000 habitants, et en exécution de la révision du schéma départemental de coopération intercommunale, qui a prescrit une fusion-extension avec la communauté de communes Cère et Dordogne à laquelle est rattachée la commune nouvelle de Sousceyrac-en-Quercy. Cette nouvelle structure intercommunale prend effet le 1er janvier 2017 sous le nom de "Causses et vallée de la Dordogne - Cère-et-Dordogne - Sousceyrac-en-Quercy" dit Cauvaldor 2 avant de reprendre son nom initial,.
Le 1er janvier 2019 : 

- Cressensac et Sarrazac fusionnent pour constituer la commune nouvelle de Cressensac-Sarrazac ;

- Cazillac et Les Quatre-Routes-du-Lot fusionnent également pour constituer la commune nouvelle du Vignon-en-Quercy ; 

réduisant à 77 le nombre de communes associées.

## Territoire communautaire

### Géographie
Située au Nord du département du Lot, le territoire de la Communauté de communes Causse et Vallée de la Dordogne conjugue les paysages qui s’étendent des Causses de Gramat et de Martel, avec leurs murets de pierres et leurs pelouses sèches, à la magnifique vallée de la Dordogne qui ondule et dévoile ses falaises calcaires, ses châteaux et ses villages médiévaux, en passant par le Limargue composé de verts pâturages bordés de haies.
L'agriculture, le tourisme, l'artisanat, l'industrie, les commerces et de nombreuses associations contribuent à la dynamique d’un bassin de vie confortable et attractif.

### Composition
En 2023, la communauté de communes est composée des 77 communes suivantes :

| Nom                       | Code Insee | Gentilé          | Superficie (km2) | Population (dernière pop. légale) | Densité (hab./km2) |
| ------------------------- | ---------- | ---------------- | ---------------- | --------------------------------- | ------------------ |
| Souillac (siège)          | 46309      | Souillagais      | 25,92            | 3 199 (2022)                      | 123                |
| Alvignac                  | 46003      | Alvignacois      | 13,05            | 694 (2022)                        | 53                 |
| Autoire                   | 46011      | Altoirois        | 7,15             | 376 (2022)                        | 53                 |
| Baladou                   | 46016      | Baladins         | 15,74            | 391 (2022)                        | 25                 |
| Bannes                    | 46017      | Bannois          | 10,11            | 145 (2022)                        | 14                 |
| Le Bastit                 | 46018      | Bastitois        | 28,25            | 141 (2022)                        | 5                  |
| Belmont-Bretenoux         | 46024      | Belmontois       | 6,65             | 406 (2022)                        | 61                 |
| Bétaille                  | 46028      | Bétaillais       | 13,99            | 1 073 (2022)                      | 77                 |
| Biars-sur-Cère            | 46029      | Biarnais         | 3,63             | 1 968 (2022)                      | 542                |
| Bio                       | 46030      | Biotois          | 10,79            | 343 (2022)                        | 32                 |
| Bretenoux                 | 46038      | Bretenouviens    | 5,69             | 1 429 (2022)                      | 251                |
| Cahus                     | 46043      | Cahussiens       | 10,01            | 185 (2022)                        | 18                 |
| Calès                     | 46047      | Calésiens        | 34,23            | 165 (2022)                        | 4,8                |
| Carennac                  | 46058      | Carennacois      | 19               | 426 (2022)                        | 22                 |
| Carlucet                  | 46059      | Carlucetois      | 33,7             | 224 (2022)                        | 6,6                |
| Cavagnac                  | 46065      | Cavagnacois      | 10,34            | 415 (2022)                        | 40                 |
| Condat                    | 46074      | Condatais        | 6,12             | 399 (2022)                        | 65                 |
| Cornac                    | 46076      | Cornacois        | 13,76            | 360 (2022)                        | 26                 |
| Couzou                    | 46078      | Couzounais       | 21,72            | 96 (2022)                         | 4,4                |
| Cressensac-Sarrazac       | 46083      |                  | 41,42            | 1 154 (2022)                      | 28                 |
| Creysse                   | 46084      | Creyssois        | 9,51             | 311 (2022)                        | 33                 |
| Cuzance                   | 46086      | Cuzançois        | 29,74            | 655 (2022)                        | 22                 |
| Estal                     | 46097      | Estalois         | 6,04             | 106 (2022)                        | 18                 |
| Floirac                   | 46106      | Floiracois       | 19,02            | 240 (2022)                        | 13                 |
| Frayssinhes               | 46115      | Frayssinhésiens  | 12,15            | 165 (2022)                        | 14                 |
| Gagnac-sur-Cère           | 46117      | Gagnacois        | 12,83            | 657 (2022)                        | 51                 |
| Gignac                    | 46118      | Gignacois        | 40,66            | 683 (2022)                        | 17                 |
| Gintrac                   | 46122      | Gintracois       | 6,79             | 95 (2022)                         | 14                 |
| Girac                     | 46123      | Giracois         | 4,4              | 353 (2022)                        | 80                 |
| Glanes                    | 46124      | Glanois          | 2,72             | 296 (2022)                        | 109                |
| Gramat                    | 46128      | Gramatois        | 57,07            | 3 496 (2022)                      | 61                 |
| Lacave                    | 46144      | Lacavois         | 21,19            | 264 (2022)                        | 12                 |
| Lachapelle-Auzac          | 46145      | Chapellais       | 31,34            | 796 (2022)                        | 25                 |
| Ladirat                   | 46146      | Ladiratois       | 8,93             | 89 (2022)                         | 10                 |
| Lamothe-Fénelon           | 46152      | Lamothois        | 13,99            | 318 (2022)                        | 23                 |
| Lanzac                    | 46153      | Lanzacais        | 14,62            | 571 (2022)                        | 39                 |
| Latouille-Lentillac       | 46159      | Latillacois      | 11,71            | 246 (2022)                        | 21                 |
| Laval-de-Cère             | 46163      | Laval-de-Cérois  | 7,98             | 292 (2022)                        | 37                 |
| Lavergne                  | 46165      | Lavergnois       | 8,82             | 485 (2022)                        | 55                 |
| Loubressac                | 46177      | Loubressacois    | 23,75            | 514 (2022)                        | 22                 |
| Loupiac                   | 46178      | Loupiacais       | 12,65            | 273 (2022)                        | 22                 |
| Martel                    | 46185      | Martelais        | 35,28            | 1 639 (2022)                      | 46                 |
| Masclat                   | 46186      | Mascladais       | 10,02            | 356 (2022)                        | 36                 |
| Mayrac                    | 46337      | Mayracois        | 7,86             | 256 (2022)                        | 33                 |
| Mayrinhac-Lentour         | 46189      | Mayrintourois    | 15,57            | 487 (2022)                        | 31                 |
| Meyronne                  | 46192      | Meyronnais       | 8,04             | 264 (2022)                        | 33                 |
| Miers                     | 46193      | Miersois         | 25,28            | 448 (2022)                        | 18                 |
| Montvalent                | 46208      | Montvalentais    | 27,61            | 309 (2022)                        | 11                 |
| Nadaillac-de-Rouge        | 46209      | Nadaillacais     | 7,73             | 170 (2022)                        | 22                 |
| Padirac                   | 46213      | Padiracois       | 8,86             | 183 (2022)                        | 21                 |
| Payrac                    | 46215      | Payracois        | 19,5             | 666 (2022)                        | 34                 |
| Pinsac                    | 46220      | Pinsaguais       | 19,69            | 771 (2022)                        | 39                 |
| Prudhomat                 | 46228      | Prudhomatois     | 12,39            | 735 (2022)                        | 59                 |
| Puybrun                   | 46229      | Puybrunais       | 4,36             | 993 (2022)                        | 228                |
| Reilhaguet                | 46236      | Reilhaguetois    | 15,96            | 151 (2022)                        | 9,5                |
| Rignac                    | 46238      | Rignacois        | 9,64             | 292 (2022)                        | 30                 |
| Le Roc                    | 46239      | Roucanels        | 6,95             | 208 (2022)                        | 30                 |
| Rocamadour                | 46240      | Amadouriens      | 49,42            | 604 (2022)                        | 12                 |
| Saignes                   | 46246      | Saignois         | 3,55             | 74 (2022)                         | 21                 |
| Saint-Céré                | 46251      | Saint-Céréens    | 11,33            | 3 449 (2022)                      | 304                |
| Saint-Denis-lès-Martel    | 46265      | Saint-Dyonésiens | 7,93             | 334 (2022)                        | 42                 |
| Saint-Jean-Lagineste      | 46339      | Ginestois        | 12,66            | 389 (2022)                        | 31                 |
| Saint-Jean-Lespinasse     | 46271      | Jeannassiens     | 5,99             | 411 (2022)                        | 69                 |
| Saint-Laurent-les-Tours   | 46273      | Saint-Laurentais | 10,84            | 845 (2022)                        | 78                 |
| Saint-Médard-de-Presque   | 46281      | Saint-Médardans  | 5,29             | 201 (2022)                        | 38                 |
| Saint-Michel-de-Bannières | 46283      | Saint-Micheliers | 7,74             | 341 (2022)                        | 44                 |
| Saint-Michel-Loubéjou     | 46284      | Saint-Michelois  | 5,25             | 416 (2022)                        | 79                 |
| Saint-Paul-de-Vern        | 46286      | Saint-Pauliers   | 10,84            | 174 (2022)                        | 16                 |
| Saint-Sozy                | 46293      | Saint-Sozyens    | 8,59             | 486 (2022)                        | 57                 |
| Saint-Vincent-du-Pendit   | 46295      | Saint-Vincentais | 9,24             | 226 (2022)                        | 24                 |
| Sousceyrac-en-Quercy      | 46311      |                  | 140,3            | 1 335 (2022)                      | 9,5                |
| Strenquels                | 46312      | Strenquelois     | 9,01             | 264 (2022)                        | 29                 |
| Tauriac                   | 46313      | Tauriacois       | 8,23             | 464 (2022)                        | 56                 |
| Teyssieu                  | 46315      | Teyssiolais      | 13,63            | 163 (2022)                        | 12                 |
| Thégra                    | 46317      | Thégratois       | 12,82            | 488 (2022)                        | 38                 |
| Vayrac                    | 46330      | Vayracois        | 16,33            | 1 279 (2022)                      | 78                 |
| Le Vignon-en-Quercy       | 46232      |                  | 21,82            | 955 (2022)                        | 44                 |

### Démographie
| 1968   | 1975   | 1982   | 1990   | 1999   | 2010   | 2015   | 2021   |
| ------ | ------ | ------ | ------ | ------ | ------ | ------ | ------ |
| 41 097 | 40 546 | 41 353 | 41 500 | 42 737 | 46 261 | 45 518 | 45 107 |

## Organisation

### Siège
Le siège de la communauté de communes est situé à Souillac, Lieu-dit "Bramefond".

### Élus
La communauté de communes est administrée par son conseil communautaire, composé pour la mandature 2020-2026 de 104 conseillers municipaux représentant chacune des  communes membres et répartis de la manière suivante en fonction de leur population :

-  7 délégués pour Gramat et Saint-Céré ;

- 6 délégués pour Souillac ;

- 4 délégués pour Biars-sur-Cère ;

- 3 délégués pour Martel ;

- 2 délégués pour Bretenoux, Cressensac-Sarrazac, Sousceyrac-en-Quercy, Vayrac et  Le Vignon-en-Quercy ; 

- 1 délégué ou son suppléant pour les 67 autres communes
Au terme des élections municipales de 2020 dans le Lot, le conseil communautaire renouvelé a élu le 11 juillet 2020 son nouveau président, Raphaël Daubet, maire de Martel, ainsi que ses vice-présidents.
Celui-ci, élu sénateur  lors des élections sénatoriales de 2023 dans le Lot et contraint par la législation limitant le cumul des mandats en France a démissionné de ses fonctions exécutives locales, et le conseil communautaire a élu le 25 octobre 2023 son nouveau président, Christophe Proença, maire de Gintrac, ainsi que ses 14 vice-présidents, qui sont : 
1. Jean-Claude Fouché, maire de Lazac, chargé de l'économie, du tourisme, de l'artisanat et du commerce ;
2. Pierre Moles, maire de Bretenoux , chargé des finances, du budget, de la fiscalité et des ressources humaines ;
3. Christian Delrieu, maire de Bétaille, chargé de l'agriculture et de l'agroalimentaire ;
4. Monique Martignac, maire de Saint-Jean-Lagineste, chargée des actions sociales et de la solidarité ;
5. M. Dominique Malavergne, maire de Saignes, chargé de la transition écologique et du développement durable ;
6. Thierry Chartroux, maire de Thégra, chargé des services à la population ;
7. Francis Lacayrouze, maire de Rignac, chargé de la voirie et des chemins ;
8. Francis Ayroles, maire de Prudhomat, chargé de la GEMAPI ;
9. Guilhem Cledel, maire de Montvalent[13], chargé de la politique patrimoniale, coeur de village, revitalisation et habitat.
10. Alfred Terlizzi, maire d'Alvignac et conseiller départemental de Gramat, chargé de la culture ;
11. Jean-Philippe Gavet, maire de Saint-Sozy , chargé de la stratégie immobilière et de la qualité et des usages du bâti ;
12. André Roussilhes, maire délégué de Lamativie (commune nouvelle de Sousceyrac-en-Quercy), chargé de l'urbanisme, de planification et des autorisations d'urbanisme ;.
13. Caroline Mey, maire de Miers et conseillère départemental de Gramat, chargée de la petite enfance, de l'enfance et de la jeunesse ;
14. François Moinet, premier maire-adjoint de Gignac, chargé de la communication.

Le bureau communautaire pour la fin de la mandature 2020-2026 est composé de 43 élus : le président, les vice-présidents et 28 autres membres, répartis de manière à représenter de manière équitable les six secteurs géographiques de la communauté : Biars-sur-Cère/Bretenoux, Gramat, Martel, Saint-Céré, Souillac et Vayrac.

### Liste des présidents
| Période       | Période      | Identité           | Étiquette | Qualité |
| ------------- | ------------ | ------------------ | --------- | --- |
| janvier 2015, | juillet 2020 | Gilles Liébus      | LREM      | Hôtelier restaurateur Maire de Meyronne (2001 → 2020) Conseiller départemental de Souillac (2015 → 2021) |
| juillet 2020, | octobre 2023 | Raphaël Daubet     | MR        | Chirurgien dentiste Maire de Floirac (2014 → 2020) Maire de Martel (2020 → 2023) Conseiller régional d'Occitanie (2015 → 2021) Conseiller départemental de Martel (2021 → 2023) Sénateur du Lot (2023 → ) Chevalier de l'Ordre national du Mérite Démissionnaire à la suite de son élection comme sénateur. |
| octobre 2023  | 2024         | Christophe Proença | PS        | Enseignant en Sciences de l’ingénieur Maire de Gintrac (2014 → 2024) Conseiller départemental de Cère et Ségala (2018 → ) Vice-président du conseil départemental du Lot (2021 → 2024) |
| août 2024     | En cours     | Jean-Claude Fouché |           | Cadre du secteur bancaire Maire de Lanzac (2014 → ) |

### Compétences
La communauté de communes exerce les compétences que les communes lui ont transférées dans lex conditions déterminées par le code général des collectivités territoriales.

### Régime fiscal et budget
La communauté de communes est un établissement public de coopération intercommunale à fiscalité propre.
Afin de financer l'exercice de ses compétences, l'intercommunalité perçoit la fiscalité professionnelle unique (FPU) – qui a succédé à la taxe professionnelle unique (TPU) – et assure une péréquation de ressources entre les communes résidentielles et celles dotées de zones d'activité, ainsi qu'une bonification de la dotation globale de gonctionnement.
Elle ne reverse pas de dotation de solidarité communautaire (DSC) à ses communes membres.
Cette section est consacrée aux finances locales de la Communauté de communes Causses et Vallée de la Dordogne de 2017 à 2020.

#### Budget général
Pour l'exercice 2020, le compte administratif du budget de la Communauté de communes Causses et Vallée de la Dordogne s'établit à  36 673 000 € en dépenses et 39 238 000 € en recettes :
- les dépenses se répartissent en 23 275 000 € de charges de fonctionnement et 13 398 000 € d'emplois d'investissement ;
- les recettes proviennent des 25 736 000 € de produits de fonctionnement et de 13 502 000 € de ressources d'investissement.

##### Évolution du fonctionnement et de l'investissement de 2017 à 2020
| |
| Valeurs en million d'euros (M€) · Communauté de communes Causses et Vallée de la Dordogne, Valeur totale : Produits Charges |

| |
| Valeurs en million d'euros (M€) · Communauté de communes Causses et Vallée de la Dordogne, Valeur totale : Emplois Ressources |

#### Fonctionnement
|                        | Communauté de communes Causses et Vallée de la Dordogne (€/hab.) |
| ---------------------- | ---------------------------------------------------------------- |
| Résultat comptable     | 53 €                                                             |
| Achats et charges ext. | 155 €                                                            |
| Charges de personnels  | 147 €                                                            |
| Impôts locaux          | 287 €                                                            |
| Autres impôts          | 191 €                                                            |

Pour le groupement Communauté de communes Causses et Vallée de la Dordogne en 2020, la section de fonctionnement se répartit en 23 275 000 €  de charges (497 € par habitant) pour 25 736 000 € de produits (549 € par habitant), soit un solde de la section de fonctionnement de 2 461 000 € (53 € par habitant) :
- le principal pôle de dépenses de fonctionnement est celui des achats et charges externes[Note 3] pour une somme de 7 265 000 € (31 %), soit 155 € par habitant. Viennent ensuite les groupes des charges de personnels[Note 4] pour 30 %, des subventions versées[Note 5] pour 11 % et finalement celui des charges financières[Note 6] pour 2 % ;
- la plus grande part des recettes est constituée des impôts locaux[Note 7] pour une valeur de 13 429 000 € (52 %), soit 287 € par habitant. Viennent ensuite des autres impôts[Note 8] pour 35 % et de la dotation globale de fonctionnement (DGF)[Note 9] pour 11 %.

La dotation globale de fonctionnement est quasiment égale à celle versée en 2019.

##### Évolution des produits et charges de fonctionnement de 2017 à 2020
| |
| Valeurs en million d'euros (M€) · Communauté de communes Causses et Vallée de la Dordogne, Valeur totale : Impôts Locaux autres impôts et taxes dotation globale de fonctionnement |

| |
| Valeurs en million d'euros (M€) · Communauté de communes Causses et Vallée de la Dordogne, Valeur totale : Charges de personnel achats et charges externes |

| |
| Valeurs en millier d'euros (k€) · Communauté de communes Causses et Vallée de la Dordogne, Valeur totale : charges financières subventions versées |

#### Fiscalité
Les taux des taxes ci-dessous sont votés par de la Communauté de communes Causses et Vallée de la Dordogne. Ils n'ont par varié par rapport à 2019 :
- la taxe d'habitation : 7,90 % ;
- la taxe foncière sur le bâti : 0,60 % ;
- celle sur le non bâti : 6,80 %.

#### Investissement
|                           | Communauté de communes Causses et Vallée de la Dordogne (€/hab.) |
| ------------------------- | ---------------------------------------------------------------- |
| Dépenses d'équipement     | 167 €                                                            |
| Remboursements d'emprunts | 56 €                                                             |
| Nouvelles dettes          | 58 €                                                             |
| subventions reçues        | 56 €                                                             |

Cette section détaille les investissements réalisés par le groupement Communauté de communes Causses et Vallée de la Dordogne.
Les emplois d'investissement en 2020 comprenaient par ordre d'importance :
- des dépenses d'équipement[Note 11] pour une somme de 7 825 000 € (58 %), soit 167 € par habitant ;
- des remboursements d'emprunts[Note 12] pour une valeur de 2 633 000 € (20 %), soit 56 € par habitant.

Les ressources en investissement du groupement Communauté de communes Causses et Vallée de la Dordogne se répartissent principalement en :
- nouvelles dettes pour une valeur totale de 2 720 000 € (20 %), soit 58 € par habitant ;
- subventions reçues pour une valeur de 2 641 000 € (20 %), soit 56 € par habitant.

##### Évolution de l'investissement de 2017 à 2020
| |
| Valeurs en million d'euros (M€) · Communauté de communes Causses et Vallée de la Dordogne, Valeur totale : Dépenses d'équipement Remboursements d'emprunts |

| |
| Valeurs en millier d'euros (k€) · Communauté de communes Causses et Vallée de la Dordogne, Valeur totale : Nouvelles dettes subventions reçues Fonds de compensation pour la TVA |

#### Endettement
|                            | Communauté de communes Causses et Vallée de la Dordogne (€/hab.) |
| -------------------------- | ---------------------------------------------------------------- |
| Encours de la dette        | 464 €                                                            |
| annuité de la dette        | 65 €                                                             |
| Capacité d'autofinancement | 99 €                                                             |

L'endettement du groupement Communauté de communes Causses et Vallée de la Dordogne au 31 décembre 2020 peut s'évaluer à partir de trois critères : l'encours de la dette, l'annuité de la dette et sa capacité de désendettement :
- l'encours de la dette pour un montant de 21 729 000 €, soit 464 € par habitant ;
- l'annuité de la dette pour une valeur totale de 3 045 000 €, soit 65 € par habitant ;
- la capacité d'autofinancement (CAF) pour  4 640 000 €, soit 99 € par habitant. La capacité de désendettement est d'environ 4 années en 2020. Sur une période de 4 années, ce ratio est constant et faible (inférieur à 4 ans)

##### Évolution de la capacité d'autofinancement (CAF) et de l'encours de la dette de 2017 à 2020
Les courbes G4a et G4b présentent l'historique des dettes du groupement Communauté de communes Causses et Vallée de la Dordogne.
| |
| Valeurs en euros · Communauté de communes Causses et Vallée de la Dordogne, Par habitant : CAF Encours total de la dette |

| |
| Valeurs en années · Communauté de communes Causses et Vallée de la Dordogne, : Ratio = Encours de la dette / CAF |

### Effectifs
Afin de mettre en œuvre ses compétences, l'intercommunalité dispose en 2022 de  186 emplois permanents

## Projets et réalisations
Conformément aux dispositions légales, une communauté de communes a pour objet d'associer des « communes au sein d'un espace de solidarité, en vue de l'élaboration d'un projet commun de développement et d'aménagement de l'espace ».